# Conotalis aurantifascia
Conotalis aurantifascia är en fjärilsart som beskrevs av George Francis Hampson 1896. Conotalis aurantifascia ingår i släktet Conotalis och familjen Crambidae. Inga underarter finns listade i Catalogue of Life.